# Alei Nao
Alei Nao (* 9. Dezember 1993 in Papua-Neuguinea) ist ein papua-neuguineischer Cricketspieler, der seit 2017 für die papua-neuguineanische Nationalmannschaft spielt.

## Kindheit und Ausbildung
Nao war Teil des papua-neuguineischen Teams bei der ICC U19-Cricket-Weltmeisterschaft 2012 und 2014.

## Aktive Karriere
Nao gab sein ODI- und Twenty20-Debüt in der Nationalmannschaft im März 2017 in den Vereinigten Arabischen Emiraten. Im Oktober erreichte er gegen Schottland drei Wickets (3/40). Er spielte in der Folge nur vereinzelte Spiele. Im März 2022 gelangen ihm in den Vereinigten Arabischen Emiraten vier (4/27) und in Nepal drei (3/48) Wickets. Zwei Jahre darauf gelangen ihm drei Wickets (3/15) im Oman. Daraufhin wurde er für den Kader für den ICC Men’s T20 World Cup 2024 nominiert.